# Большая Гора (Марий Эл)
Большая Гора (мар. Кугу Пӱнчер) — деревня в Сернурском районе Республики Марий Эл. Входит в состав Кукнурского сельского поселения.

## География
Находится в северо-восточной части республики Марий Эл на расстоянии приблизительно 29 км на север от районного центра посёлка Сернур.

## История
Основана в 1742 году семьёй отставного солдата Ивана Степанова. В 1799 году состояла из 13 домов, в которых проживали 83 человека. В 1927 году в 24 хозяйствах проживали 138 человек, из них 133 мари, 5 русских. В 1941 году насчитывалось 27 дворов, 164 человека, в 1975 году в 29 дворах проживали 119 человек, в 1996 году числилось 18 домов, 52 человека. В 2005 году в деревне насчитывалось 20 дворов. В советское время работали колхозы «Ушэм», «Гора», «Победа», совхозы «Казанский», «Кукнурский», позднее СПК "Колхоз «Немда».

## Население
Население составляло 66 человек (мари 98 %) в 2002 году, 71 в 2010.

## Известные уроженцы
Россыгин Илья Иванович (1918—1962) —  марийский советский актёр театра. Один из ведущих актёров Марийского театра драмы имени М. Шкетана (1939―1962). Народный артист Марийской АССР (1951). Заслуженный артист Марийской АССР (1943).